# Кислотний вестерн
Кислотний вестерн — це піджанр вестерну, який поєднує класичний образ Дикого Заходу з метафоричними, психоделічними та сюрреалістичними елементами. У таких фільмах руйнуються традиційні умовності класичних вестернів, щоб «створити химерну версію саморуйнівної білої Америки в її найбільш соліпсистському прояві, яка прагне повернутися до свого втраченого минулого».

## Етимологія
У традиційному вестерні подорож на захід розглядається як шлях до звільнення та вдосконалення, але в кислотному вестерні це навпаки, подорож до смерті.
Фільмова критикиня Полін Кейл ввела термін "кислотний вестерн" під час інтерв’ю з Алехандро Ходоровським, опублікованого у листопаді 1971 року в журналі The New Yorker . Цей термін звучав більше в принизливій манері, натякаючи на публіку, яка вихваляла фільм Ель-Топо — аудиторію, до якої вона, за загальним визнанням, не належала. Пізніше, у червні 1996 року, Джонатан Розенбаум розвинув цю ідею у своїй рецензії на фільм Джима Джармуша «Мрець» та  однойменній книзі із серії BFI Modern Classics. У книзі Розенбаум розглядає декілька ключових аспектів цього "ре-ревізіоністського" вестерну: від нав’язливого саундтреку Ніла Янга та ролі тютюну до акторської гри Джонні Деппа та особливого місця фільму в жанрі кислотного вестерну. У розділі "Про кислотний вестерн" він розкриває не тільки галюциногенну якість темпу фільму, а й його відображення реальності та контркультурних ідей 1960-х років, спрямованих на критику капіталізму та пошук альтернативних моделей обміну.
У традиційному вестерні подорож на Захід сприймається як шлях до свободи та вдосконалення, тоді як у кислотному вестерні це, навпаки, подорож до смерті.

## Історія
На початку свого зародження як жанр, кислотний вестерн став доповненням щойно створеної концепції антивестерна (ревізіоністський вестерн), яка все частіше спостерігалася у Голлівуді, найчастіше з боку самих радикальних практиків цього жанру. Найбільш відомий представник антивестерну - «Дика Банда» режисера Сема Пекінпи, що стала об'єктом уваги радикальної та політизованої частини контркультури, адже жорстокість персонажів розглядалась як потужна аналогія на військові злочини армії США у В'єтнамі. 
«Вестерн — це універсальна рамка, — зазначив Пекінпа, — в якій можна говорити про сьогодення». В той час коли традиційні вестерни відображали американську винятковість та героїзм, анти- та кислотні вестерни показували темні сторони американської експансії — насильство, пригнічення та ворожнечу, які супроводжували імперіалістичне зростання країни. Вони акцентували увагу на антигероях і неприйнятті авторитетів, відображаючи занепокоєння контркультурного руху кінця 60-х, який прагнув поставити під сумнів офіційні наративи та оголити реалії, приховані за ними.
Розенбаум використовував термін "кислотний вестерн" для опису «заповітного прикладу контркультури», що досягла свого піку в 1960-х і 1970-х роках та асоціюється з такими творцями, як Монте Геллман, Денніс Гоппер, Джим МакБрайд, Руді Вурлітцер та фільмом «Палац Гризера». Серед відомих представників жанру можна згадати Алекса Кокса з його фільмом «Вокер».
Культовий фільм Геллмана «Стрілянина» (1966) часто вважається першим кислотним вестерном. Цей фільм підриває традиційні пріоритети вестерну, передаючи атмосферу страху та невизначеності, що була притаманна контркультурі кінця 1960-х. Його наступний фільм, «Втеча в нікуди», завоював прихильність глядачів своєю непоспішною оповіддю та сюрреалістичною атмосферою, що відрізняє його від класичних вестернів.
Сценарист Руді Вурлітцер вважається «батьком-засновником» цього жанру, оскільки він фактично сам створив його наприкінці 60-х років і допомагав втілювати в сценаріях до таких фільмів, як «Ґлен і Ренда» МакБрайда, «Двосмугове шосе» Геллмана, «Вокер» Кокса та «Пет Ґерретт і Біллі Кід» Сема Пекінпи. Вурлітцер також працював над сценарієм Gone Bever, який Розенбаум назвав «орієнтиром» для Джима МакБрайда. Це був амбітний, великобюджетний вестерн про ранніх американських траперів і корінні народи, для якого була створена навіть унікальна мова траперів, проте виробництво фільму було припинено за день до початку зйомок.
Сценарій Вурлітцера Zebulon із 1970-х років надихнув Джармуша на створення Мерця. Пізніше Вурлітцер переробив цей сценарій у роман The Drop Edge of Yonder.

## Приклади кислотних вестернів
1. Стрілянина (1966)
2. Втеча в нікуди (1966). Головні герої цих фільмів, на відміну від персонажів класичних вестернів, не мають чіткої мети, а лише мандрують у невідомість, часто стикаючись з абсурдними та загадковими ситуаціями. Ці моменти не стільки розкривають їхні характери, скільки підкреслюють філософські питання про свободу, долю та пошук сенсу життя. Візуальний стиль фільму підсилює це відчуття: Хеллман знімає пустельні простори так, що вони відображають стан душі героїв — безплідна та нескінченна пустеля без орієнтирів і життя. Монотонний темп, мінімалізм і майже повна відсутність типового вестерн-екшену створюють гіпнотичний ефект, що приносить глядачеві психоделічний досвід, змушуючи відчувати розгубленість і замислюватися про природу подорожі без мети. Таким чином, «Втеча в нікуди» стає класичним кислотним вестерном не лише завдяки зовнішнім атрибутам жанру, а й завдяки своїй медитативній, дивній атмосфері, в якій акцент робиться на філософію, абсурд та екзистенційний пошук.
3. Ель-Топо (1970)
4. Захарія (1971)
5. Рука напрокат (1971)
6. Останній фільм (1971)
7. Палац Грейзера (1972)
8. Погана компанія (1972)
9. Пет Ґерретт і Біллі Кід (1973)
10. Вокер (1987)
11. Пиловий диявол (1992)
12. Мрець (1995). Цей фільм є одним із найкращих прикладів кислотного вестерну, оскільки вправно руйнує сподівання глядача. Головний герой, Уільям Блейк, не розвивається як персонаж заради великої мети; навпаки, під впливом усвідомлення неминучості смерті та погоні він сповзає у відчай і втрачає свою особистість, перетворюючись на вимушеного вбивцю. На відміну від героїв класичних вестернів, Блейк не отримує від вбивств ані сили, ані впевненості, а лише втрату ідентичності та наближення смерті. Його подорож — це не героїчне становлення, а скоріше символічний шлях до неминучого, що межує з духовним трансцендентом.
13. Дикий Білл (1995)
14. Пропозиція (2004)
15. Блуберрі (2004)

## Дивіться також
- Список вестерн-піджанрів